# Koolasuchus
Koolasuchus is een monotypisch geslacht van uitgestorven brachyopoïde temnospondylen binnen de familie Chigutisauridae en was de laatste vertegenwoordiger van de Labyrinthodontia, een groep van grote carnivore amfibieën uit de moerassen van het tegenwoordige Australië. Fossielen zijn gevonden in Victoria, Australië en dateren van 120 miljoen jaar geleden tot het Aptien van het Vroeg-Krijt. Koolasuchus is de jongste bekende temnospondyl en is bekend van verschillende fragmenten van de schedel en andere botten zoals wervels, ribben en borstvinnen. De typesoort Koolasuchus cleelandi werd benoemd in 1997. Koolasuchus cleelandi werd op 13 januari 2022 aangenomen als het fossiele embleem voor de staat Victoria (Australië).

## Geschiedenis
Het eerste temnospondyle fossiel dat in de Strzelecki-groep werd gevonden, was NMV-PI56988, het achterste fragment van een kaak, verzameld rond 1980. Het kaakfragment werd voor het eerst benoemd in een publicatie uit 1986 door Anne Warren en R. Jupp, die het niet definitief identificeerden als die van een temnospondyl vanwege de Krijt-leeftijd van het exemplaar, veel jonger dan enig ander bekend temnospondyl exemplaar uit die tijd. In 1991 werden aanvullende overblijfselen gerapporteerd, waaronder NMV-PI86040, een intercentrum (deel van de wervel) en NMV-PI86101, een geïsoleerd schedeldakbot, waarschijnlijk een frontale, een supratemporale of een pariëtale. Het intercentrum bevestigde ongetwijfeld dat temnospondylen aanwezig waren in de Strzelecki-groep. De morfologie van het schedeldakbot leidde ertoe dat de auteurs suggereerden dat de temnospondyl ofwel een lid was van Plagiosauridae of Brachyopoidea.
Koolasuchus werd in 1997 benoemd naar de oude Wonthaggi-formatie van de Strzelecki Group uit het Aptien van Victoria. Het is bekend uit vier fragmenten van de onderkaak en verschillende postcraniale botten, waaronder ribben, wervels, een kuitbeen en delen van de borstgordel. In 1978 werd een kaakbeen gevonden in een fossiele vindplaats die bekend staat als de Punch Bowl nabij de stad San Remo. Latere exemplaren werden in 1989 gevonden op het nabijgelegen Rowell's Beach. Een gedeeltelijke schedel is ook bekend, maar is niet volledig geprepareerd. Koolasuchus is vernoemd naar de paleontoloog Lesley Kool. De naam is ook een woordspeling op het woord 'cool' in verwijzing naar het koude klimaat van zijn omgeving. De typesoort Koolasuchus cleelandi is vernoemd naar geoloog Mike Cleeland.

## Beschrijving
Koolasuchus is met name bekend van tachtig centimeter grote kaakfragmenten die in 1989 werden gevonden in de Wonthaggi-formatie in Victoria. Koolasuchus was een in het water levende temnospondyl met grote afmetingen, hoewel vertegenwoordigd door onvolledig materiaal, was de schedel waarschijnlijk vijfenzestig centimeter lang. Het was een grote amfibie, met een lengte tot drie meter en een lichaamsgewicht van vijfhonderd kilogram. Net als andere chigutisauriden had het een brede, ronde kop en tabulaire hoorns die uit de achterkant van de schedel staken.
Koolasuchus onderscheidt zich van andere temnospondylen behalve Siderops en Hadrokkosaurus doordat de tak van het onderkaaksgewricht is uitgesloten van het dorsale oppervlak van het postglenoïde gebied door een hechting tussen de surangulaire en de pre-articulaire, en onderscheidt zich van die twee taxa door een gebrek aan coronoïde tanden.

## Paleobiologie
Koolasuchus bewoonde spleetvalleien in Zuid-Australië tijdens het Vroeg-Krijt. Gedurende deze tijd lag het gebied onder de poolcirkel en waren de temperaturen relatief koel voor het Mesozoïcum. Op basis van de grofkorrelige rotsen waarin overblijfselen werden gevonden, leefde Koolasuchus waarschijnlijk in snelstromende beekjes. Als een groot roofdier in het water leek het qua levensstijl op krokodilachtigen. Hoewel eusuchiërs en verwanten veel voorkwamen tijdens het Vroeg-Krijt, waren ze 120 miljoen jaar geleden afwezig in Zuid-Australië, mogelijk vanwege het koude klimaat. 110 miljoen jaar geleden, vertegenwoordigd door rotsen in de Dinosaur Cove-fossiellocatie, waren de temperaturen opgewarmd en waren krokodilachtigen teruggekeerd naar het gebied. Deze krokodilachtigen hebben waarschijnlijk Koolasuchus verdreven, wat leidde tot zijn verdwijning in jongere rotsen.
Vissen, schildpadden, schaaldieren en ook kleine dinosauriërs werden gevangen door aan de waterkant in een hinderlaag te liggen. Koolasuchus was de laatste vertegenwoordiger van zijn groep en leefde alleen nog in de poolbossen omdat het water daar te koud was voor krokodillen. In de rest van de wereld hadden deze dieren de labyrinthodonten verdreven. Koolasuchus kon op het land lopen, maar gaf de voorkeur aan water.

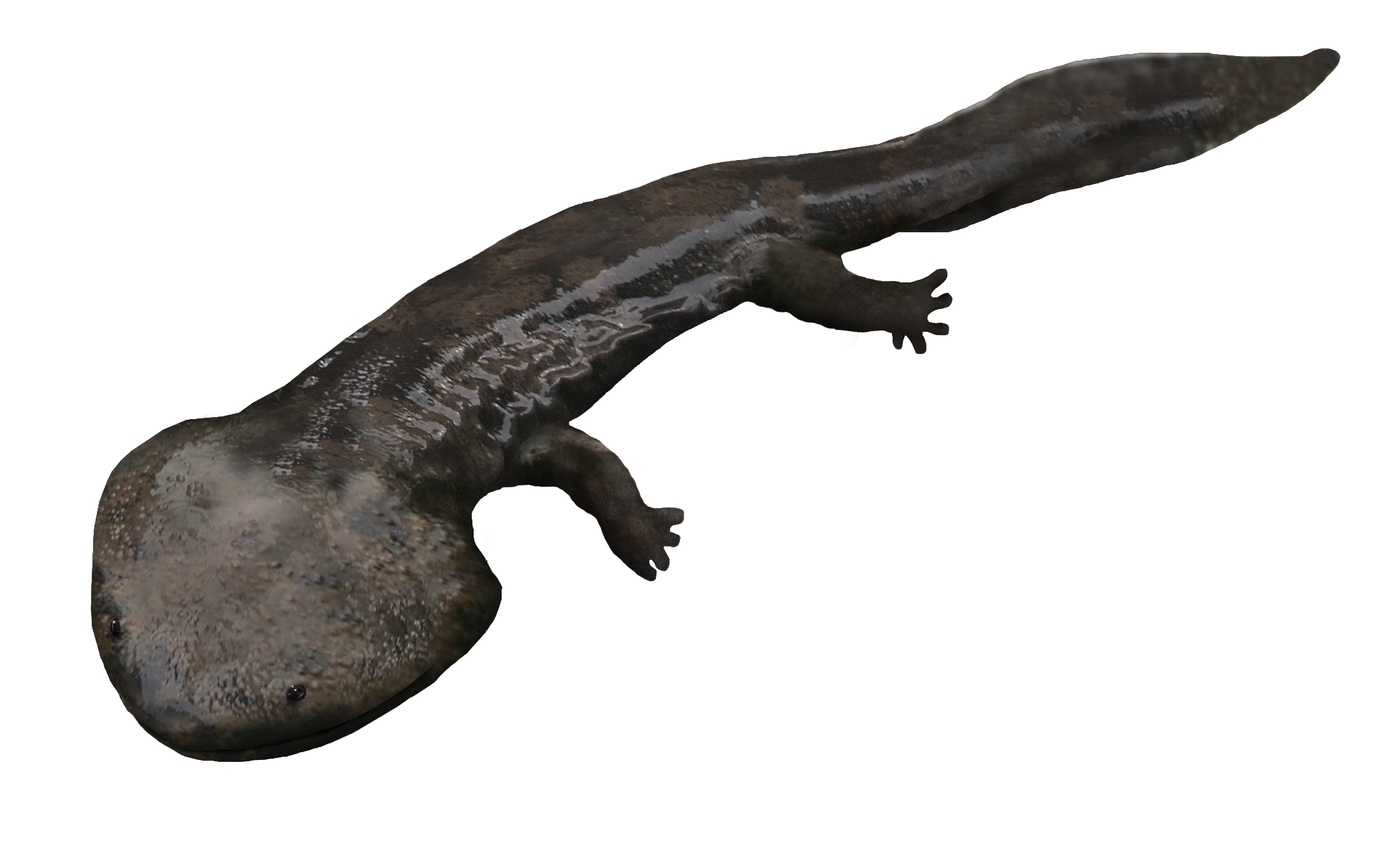
Artistieke impressie van een Koolasuchus